# Francesca Velicu
 (juillet 2022).
Francesca Velicu, née en 1998 à Bucarest, est une danseuse de ballet roumaine, engagée depuis 2016 à l'English National Ballet. En 2018, elle remporte le Laurence Olivier Awards.

## Biographie

### Jeunesse et formation
Née en 1998 à Bucarest, en Roumanie, Francesca Velicu pratique la danse à l'école de musique n° 5 à partir de l'âge de quatre ans. Par ailleurs, même si la danse est sa priorité, elle  étudie également le piano, ainsi que la peinture,. Par la suite, elle intègre l'école Floria Capsali de cette même ville, puis à l'Académie de chorégraphie de Moscou,.

### Carrière
Elle commence sa carrière en 2015, d'abord au Ballet national roumain puis, à partir de 2016, à l'English National Ballet. Dans cette dernière formation, elle est promue First Artist dès 2017, puis Junior soloist en 2022. Elle se dit notamment influencée par Alina Cojocaru, première danseuse de l'English National Ballet, à qui elle est d'ailleurs comparée, ainsi que par Johan Kobborg,.

### Récompenses
En 2013, Francesca Velicu est deuxième au Youth America Grand Prix en catégorie junior.
En 2018, elle reçoit des mains de Sergueï Polounine le Laurence Olivier Awards pour son rôle de l'Élue dans Le Sacre du printemps mis en scène par Pina Bausch,,.
Les critiques de la première représentation de l'œuvre estiment qu'une bonne partie du succès de celle-ci repose sur l'interprétation de Francesca Velicu, « férocement intense », « sa performance [ayant] la puissance et la mise en scène d'un adulte, mais la terreur sanglotante d'un enfant ».